# Marek
Marekⓘ – imię męskie pochodzenia łacińskiego, należące do wąskiej grupy najstarszych imion rzymskich (imion właściwych, praenomen, por. Tyberiusz, Aulus, Maniusz, Gajusz, Lucjusz, Publiusz, Tytus, Serwiusz), utworzone z *Mart-ico-s od imienia boga Mars, Martis i oznaczające „należący do Marsa, związany z Marsem”. W Polsce imię to jest notowane od XIII wieku, choć poza współczesnością nie było często spotykane, w formach Marek, Marko, Margusz, Markusz, Merkusz. Zapisana została także żeńska Marka (1263) – żeński odpowiednik imienia Marek lub zdrobnienie od imion żeńskich rozpoczynających się na Mar-, takich jak Margorzata (= Małgorzata) lub Maria – oraz Markusław, staropolskie imię utworzone od imienia Marek poprzez dodanie typowej dla imion słowiańskich cząstki -sław. Imię to według danych 2022 r. jest na 10 miejscu najpopularniejszych imion męskich.
Staropolskie zdrobnienia: Marczko, Marczurko, Marczyk, Markiel, Markil, Markosz, Markuszek; z niem. Markiel, Merkil. Możliwe też inne zdrobnienia z podstawą Mar-
Święci w Kościele katolickim o imieniu Marek są liczni (ponad 30 osób), a najważniejszym z nich jest św. Marek Ewangelista.

## Odpowiedniki w innych językach
- łacina – Marcus
- język włoski – Marco
- język grecki – Μαρκος (Markos)
- język niemiecki – Markus, Mark lub Marc
- język angielski – Mark
- język francuski – Marc
- język hiszpański – Marco lub Marcos
- język portugalski – Marco
- esperanto – Marko
- język węgierski – Márk
- język fiński – Markku, Markus, Marko
- język niderlandzki – Marco
- język macedoński – Marko, Marek
- język rosyjski – Марк (Mark)

## Marek imieniny obchodzi
- 24 lutego – wspomnienie św. Marka Marconiego (1480-1510)
- 5 marca – wspomnienie św. Marka z góry Tarmaka (IV w.)
- 13 marca – wspomnienie św. Marka, męczennika z Nicei
- 19 marca – wspomnienie św. Marka z Montegallo (1425-1496)
- 24 marca – wspomnienie św. Marka, męczennika z Rzymu (II w.)
- 29 marca – wspomnienie św. Marka, biskupa Aretuzy (zm. 364)
- 10 kwietnia – wspomnienie św. Marka Fantuzziego z Bolonii (1405-1479)
- 25 kwietnia – wspomnienie św. Marka Ewangelisty
- 28 kwietnia – wspomnienie św. Marka Galilejczyka, biskupa w Atinie
- 18 czerwca – wspomnienie św. Marka i jego brata, św. Marceliana, męczenników (IV w.)
- 9 lipca – wspomnienie św. Marka Jia Tianxianga (w grupie 120 męczenników chińskich)
- 7 września – wspomnienie św. Marka Križa (w grupie męczenników koszyckich)
- 20 września – wspomnienie św. Marka Chŏnga Ŭi-bae (w grupie 103 męczenników koreańskich)
- 21 września – wspomnienie bł. Marka z Modeny (zm. 1499)
- 28 września – wspomnienie św. Marka, męczennika z Antiochii
- 7 października – wspomnienie św. Marka, papieża (zm. 336)
- 22 października – wspomnienie św. Marka, biskupa Jerozolimy (II w.)
- 24 października – wspomnienie św. Marka Eremity
- 5 listopada – wspomnienie św. Marka, biskupa miasta Aeca
- 22 listopada – wspomnienie św. Marka, towarzysza św. Stefana

## Znane osoby noszące imię Marek
- Marek Agrypa
- Markku Alén
- Marek Andrysek
- Marek Antoniusz
- Marek Atyliusz Regulus
- Marek Aureliusz
- Marek Balicki
- Marek Baraniecki
- Marco van Basten
- Marek Belka
- Marek Licyniusz Krassus
- Marek Bieńczyk
- Marek Biernacki
- Marek Biliński
- Marek Borowski
- Marek Car
- Marc-Antoine Charpentier
- Marek Chlanda
- Marek Chojnacki
- Marek Citko
- Marek Czerny
- Marek Dyduch
- Marek Dyjak
- Marek Dziuba
- Marek Edelman
- Markus Eisenbichler
- Mark Fish
- Marek Frąckowiak
- Marek Goliszewski
- Marek Gołąb
- Marek Góra
- Marek Górnisiewicz
- Marek Grechuta
- Marcus Grönholm
- Mark Hamill
- Marek Hamšík
- Marek Hawełko
- Marek Heinz
- Marek Hłasko
- Marek S. Huberath
- Marek Jackowski
- Marek Jankulovski
- Marek Jędraszewski
- Marek Juniusz Brutus
- Marek Jurek
- Marek Kaliszuk
- Marek Kamiński
- Marek Karp
- Marek Kawa
- Mark Keller
- Marek Kijewski
- Marek Klaudiusz Marcellus
- Mark Knopfler
- Marek Kolbowicz
- Marek Kondrat
- Marek Koniarek
- Marek Kopel
- Marek Kotański
- Marek Koźmiński
- Marek Krajewski
- Marek Król
- Marek Kuchciński
- Marek Kulas
- Marek Kusto
- Marek Lejk
- Marek Łatas
- Marek Majewski
- Marek Markiewicz
- Markko Märtin
- Marek Masnyk
- Marek Matczyński
- Marek Matuszewski
- Marek Michalak
- Marek Mintál
- Marek Molak
- Marek Niedźwiecki
- Marco Odermatt
- Marek Olewiński
- Marek Opioła
- Marek Oramus
- Marek Paczków
- Marek Papała
- Marek Penksa
- Marek Perepeczko
- Marek Pijarowski
- Marek Piwowski
- Marek Plawgo
- Marek Pol
- Marek Polak
- Marco Polo
- Marcus Porcius Cato Censorius (Kato Starszy)
- Marek Rocki
- Mark Rothko
- Mark Rutte
- Marek Rząsa
- Marek Saganowski
- Marek Salwiusz Oton
- Marek Sawicki
- Markus Schiffner
- Marek Sell
- Marek Sierocki
- Marek Siwiec
- Marek Sobieski (starosta krasnostawski)
- Marek Sobolewski
- Mark Spitz
- Marcus Stephen
- Marek Surmacz
- Marek Suski
- Marek Szczęsny
- Marek Szulen
- Marek Tarnowski
- Marc Terenzi
- Marcus Tullius Cicero (Cyceron)
- Mark Twain
- Marcus Valerius Martialis (Marcjalis)
- Mark Webber
- Mark Wahlberg
- Marek Wikiński
- Marek Włodarczyk
- Marek Wojtera
- Marek z Opatowca
- Marek Zieńczuk
- Marek Zubik

## Ludzie o nazwisku Marek
- Andrzej Marek
- Dorota Marek
- Ludwik Marek
- Magdalena Marek